# Грб Јужног Тренделага
Грб Јужног Тренделага је званични симбол норвешког округа Јужни Тренделаг. Грб је званично одобрен краљевском резолуцијом од 9. децембра 1983. године.

## Опис грба
Грб Јужног Тренделага је заснован на печата Гаута Иварсона, архиепископа Трондхејма од 1475. до 1510. године. Исте симболе је користио и покрајински надбискуп у то време. Симболи, два халбарда (витешке секире) и крст, вероватно симболизују моћ локалних владара, те архиепископа. Друга теорија каже да су халбарди изведени као симболи норвешког националног оружја и симболизују националног свеца заштитника Светог Олафа, дајући свим симболима верско порекло. Ово симболи се јављају и на оригиналном печату где су представљени испод престола Светог Олафа.